# Comisión Nacional de Educación Física
Die Comisión Nacional de Educación Física (CNEF) (auf Deutsch: Nationale Sportkommission) ist eine zentrale, staatliche Einrichtung Uruguays.

## Geschichte und Ziel
Das am 28. Juli 1911 auf der Grundlage des Gesetzes Nr. 3.798 gegründete Organ hat die Förderung der Körperkultur innerhalb des Landes zum Ziel. Die CNEF verfügte zunächst über eine Budget-Summe von 50.000 Pesos pro Jahr. Dieses sollte neben der Errichtung von Sport- und Spielplätzen insbesondere der Ausrichtung von jährlich stattfindenden athletischen Amateur-Wettbewerben und der Prämierung der siegreichen Wettbewerbsteilnehmer dienen. Überdies steht ihr nach Artikel 7 ihrer normativen Grundlage ein Vorschlagsrecht gegenüber der Exekutive hinsichtlich zielführender Maßnahmen in Bezug auf den Zweck der Einrichtung zu.
Ursprünglich keinen eigenen Etat besitzend, verfügte sie seit 1923 über eine selbstverwaltete Haushaltsführung. 1923, 1930 und 1946 wurden sodann seitens der CNEF landesweite Entwicklungspläne aufgestellt.
Der Phase der Finanzautonomie folgte ab 1966 die Unterstellung der CNEF als ausführende Einheit (Unidad Ejecutora) unter die Aufsicht des Ministeriums für Erziehung und Kultur (Ministerio de Educación y Cultura).
In den 1990er Jahren betrug der jährliche Etatumfang in etwa umgerechnet 360.000 US-Dollar, da ihr in dem jeweils fünfjährigen Haushaltbemessungszeitraum rund 1,8 Mio. US-Dollar zur Verfügung standen. Für das Jahr 1995 wurde eine Zahl von 620 Dozenten bei einer Gesamtpersonaldecke von 1223 Personen für die CNEF ausgewiesen.
Heutzutage verfügt sie zusätzlich über weitere Kompetenzen. So ist ihr die Zuständigkeit für Anträge auf Unterstützung der Sportverbände übertragen. Ferner obliegt ihr die Einrichtung des nationalen Registers der Sportorganisationen (Registro de Institutiones Deportivas). Planung, Bau und Unterhalt sowie die Betreuung der Sportanlagen durch ausgebildete Sportlehrer, deren Ausbildung ebenfalls in ihren Zuständigkeitsbereich fällt, gehört ebenso zu ihrem Aufgabenspektrum, wie die sportmedizinische Überwachung oder in Bezug auf Clubs und Verbände auch deren Anerkennung, Registrierung, Kontrolle und Förderung.

## Führungsstruktur
Die Führung der Einrichtung bestand anfangs aus einem Direktorium, das sich aus elf von der Exekutive ausgewählte Ehrenmitgliedern zuzüglich des Universitäts-Rektors, des Direktors der Militärschule, des Präsidenten des nationalen Rates für Hygiene sowie dem Inspektor der Primarstufe zusammensetzte. Ab 1918 bestand eine rotierende Präsidentschaft. Fünf Jahre später erfolgte eine bis heute bestehende organisatorische Zentralisation der Lehrenden der Leibeserziehung, der Universität und der öffentlichen Sportplätze.
Weitere historische Entwicklungsschritte waren die Umwandlung 1943 in die mit einem aus neun Personen bestehenden Direktorium versehene Comisión Coordinadora de la Educación Física. Hierbei gehörten acht Direktoriumsmitglieder jeweils anderen staatlichen Organen an. Dies ging einher mit einer Kompetenzausweitung auf die Leitung der gesamtstaatlichen Leibeserziehung sowie der Übertragung der Kontrollfunktion öffentlicher Schauveranstaltungen und der Leibesübungen. 1953 folgte eine weitere Modifizierung der Direktoriumsstruktur.

## Organisationsstruktur
Hauptabteilungen (Divisiones):
- Rechtsabteilung (Jurídica)
- Personalabteilung (Recursos Humanos)
- Öffentlichkeitsarbeit (Relaciones Publicas)
- Generalsekretariat (Secretaría General)
- Bauabteilung (Arquitectura)
- Verwaltung (Administración)
- Medizinische Abteilung (Médica), (u. a. zuständig für die Durchführung nationaler Dopingkontrollen und die Ausstellung der Sporttauglichkeitsbescheinigung)
- Instandhaltung (Producción, Abastecimiento y Mantenimiento)
- Buchhaltung (Financiero Contable)
- Lehre (Docente)

## Quelle
- „Sport und Gesellschaft in Uruguay“, S. 18ff von Bernd Schulze